# Zimne ognie

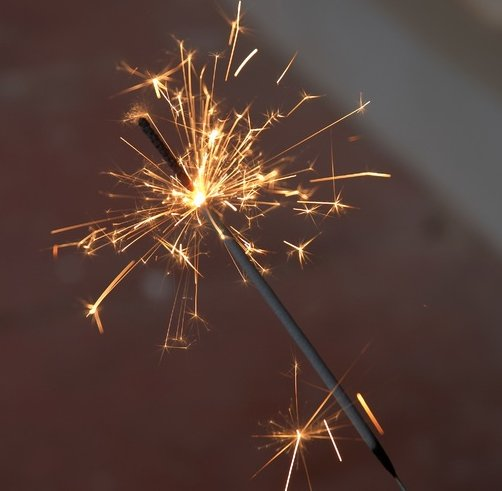
Zimne ognie

Zimne ognie (iskrowniki) – popularny rodzaj fajerwerków, które w procesie swojego spalania wytwarzają iskry. 
Zimne ognie przeważnie mają formę cienkiego metalowego drutu pokrytego w połowie lub 3/4 masą pirotechniczną, która paląc się, wytwarza duże ilości iskier. Masa ta ma zawsze odcień szary. Większość zimnych ogni ma formę prostego drutu, ale zdarzają się również zimne ognie w innych kształtach takich jak serca, gwiazdki, liczby. Dostępne są zarówno długie wersje o długości około 70–90 cm, jak i krótkie, mierzące około 10–16 cm.
W procesie spalania powstają m.in. tlenek azotu (NO), lotne związki nitrozylowe żelaza (Fe(NO)x) oraz pył zawierający bar (BaCO
3, BaO). Większość wiórów stalowych zostaje wyrzucona i spala się w powietrzu, dając efekt charakterystycznego iskrzenia. 

## Bezpieczeństwo
Ze względu na szkodliwość produktów spalania, zimnych ogni nie należy używać w zamkniętych pomieszczeniach i do dekorowania żywności.
Wbrew nazwie „zimne” ognie, temperatura ich spalania jest bardzo wysoka, ok. 1100 °C. Liczba oparzeń zimnymi ogniami, które zostały zgłoszone na pogotowie w USA w 2021 r. wyniosła 1100 przypadków.

## Skład zimnych ogni
Typowy skład mieszaniny iskrzącej:
- 54,0% azotanu baru
- 9,0% dekstryny
- 28,0% wiórów stalowych
- 7,0% czarnego aluminium
- 0,5% węgla drzewnego
- 1,5% węglanu wapnia

Jej rozkład rozpoczyna się przy temperaturze 216 °C.